# Берсель
Берсель (нем. Berßel) — община в Германии, в земле Саксония-Анхальт. 
Входит в состав района Хальберштадт. Подчиняется управлению Остервик-Фальштайн.  Население составляет 736 человек (на 31 декабря 2006 года). Занимает площадь 11,85 км².